# Adler Standard 8
Adler Standard 8 — автомобиль большого класса, который впервые компания Adler показала в 1928 году во Франкфурте. Это был большой «лимузин» (седан) с восьмицилиндровым двигателем спроектированный по образцу модели Standard 6, которая впервые появилась на публике в октябре 1926 года. Однако Standard 8 имел более длинную колесную базу в 3325 мм (130,9 дюйма), а также колею, которая была шире на 50 мм (2,0 дюйма). Хотя он и очень напоминал Standard 6, Standard 8 был всё таки во всех отношениях больше. Двигатель Standard 8 имел восемь цилиндров, с разными размерами цилиндров 75 мм (3,0 дюйма) x 110 мм (4,3 дюйма) такими же как у шестицилиндрового автомобиля, и у четырехцилиндрового автомобиля Adler Favorit, который появился в 1929 году.
Конструкция Standard 8 была консервативной, с высоким кузовом, установленным на независимом шасси с жесткими осями. В этом отношении, как и в случае с двигателем, он очень сильно напоминал младший Adler Standard 6. В начале демонстрировались только два стандартных автомобиля: большой 4-дверный «лимузин» (седан) и кабриолет с кузовом 2 + 2, они стоили 10 800 и 11 500 марок соответственно. У Adler Standard 8  была более привлекательная цена по сравнению с имеющим схожие размеры но более мощным и технически инновационным Mercedes-Benz 18/80 Typ Nürburg 460 с объемом двигателя 4622 куб. 
Заднеприводный Standard 8, выпускавшийся до 1933 года, также назывался Adler 15/70 PS до 1930 года, а затем - 15/80, в соответствии с традиционным стилем обозначения, в котором число «15» обозначало налоговую мощность автомобиля, второе число - его истинную мощность. Немецкое финансовое управление фактически в 1928 году заменило «налоговую мощность» на «налоговую мощность двигателя» в качестве определяющего фактора суммы ежегодного автомобильного налога, которым будет обременен владелец автомобиля. Из-за упрощения округления, применяемого Финансовым управлением Германии при преобразовании фактического объема цилиндров в «Налоговый объем двигателя», у автомобилей этого периода иногда указывали фактический объем двигателя (который в случае Adler Standard 8 составлял 3887 куб.см), а иногда их объем двигателя для целей налогообложения, составлял всего 3861 куб. 
В 1931 году появился Standard 8 с более мощным двигателем. Максимальная выходная мощность увеличилась с 70 л.с. (51 кВт) до 80 л.с. (59 кВт) при 3200 об / мин. Объем двигателя не изменился, но степень сжатия была увеличена с 1: 5,0 до 1: 5,3, а карбюратор Stromburg UU2 заменил карбюратор Pallas 4, который предварительно смешивал горючую смесь в автомобилях раннего выпуска. Для работы с новым двигателем, автомобиль получил четырехступенчатую механическую коробку передач, взамен прежней трехступенчатой коробки передач. 

## Новые кузова, 1933 год
Большой новостью на Берлинском автосалоне в феврале 1933 года стало появление совершенно нового, гораздо более обтекаемого кузова для моделей Adler Standard 6 и Standard 8. Standard 8 также был переименован, поскольку к настоящему времени считалось, что название «Standard» имеет чрезмерно консервативную коннотацию: автомобиль 1933 года был назван просто Adler Achtzylinder (восьмицилиндровый Adler). Двигатели были такими, какими они были с 1931 года, передаточные числа также не изменились. Achtzylinder 1933 года имел более низкую раму кузова, посаженную на независимое шасси, при этом оси теперь располагались непосредственно над (а не под) «полом» спереди шасси и независимой подвески.
Шестиместный «лимузин» со стандартным кузовом (седан) был оценен по конкурентоспособной цене в 8 500 марок, стандартный цельнометаллический кузов, как и прежде, был предоставлен фирмой Ambi-Budd из Берлина. Автомобили с другими, более эксклюзивными кузовами предлагались по более высокой цене, с длинным кузовом «Pullman-Cabriolet», возглавлял прайс-лист с ценой - 17 750 марок. Снижение цены «базовой модели» было обусловлено общей дефляцией в экономике и всего, что касалось Adler в начале 1930-х годов. Как и при первоначальном запуске Adler Standard 8, цена была намного ниже, чем у автомобилей Mercedes-Benz со схожими размерами, хотя автомобили из Штутгарта были технически более продвинутыми, тогда как автомобили Adler были, по сути, простыми отечественными автомобилями. Они были эквивалентом большого американского семейного автомобиля.

## Продажи
Между 1928 и 1934 годами Adler продал 1720 своих автомобилей с восьмицилиндровым двигателем. Рынок больших автомобилей в Германии все еще находился в депрессивном состоянии в 1933 году, поскольку экономика продолжала испытывать потрясения после краха фондового рынка 1929 года, из-за чего новый Adler Achtzylinder 1933 года выпуска привлек очень мало заказов.  К 1934 году автомобильный рынок восстанавливался, но большая часть роста, была достигнута за счет продаж небольших автомобилей, какими являлись модели Adler Primus и Trumpf. В 1934 году восьмицилиндровые Adler были сняты с продажи, после чего завод компании во Франкфурте смог сосредоточиться на выпуске более продаваемых автомобилей.